# 利洋宮
25°00′43″N 121°59′29″E / 25.011862°N 121.991339°E
利洋宮，全稱卯澳利洋宮，是位於臺灣新北市貢寮區卯澳漁港、全臺灣少見主祀魚籃觀音的觀音廟。

## 沿革
傳聞台灣清治時期卯澳有一漁民在海邊拾獲一尊魚籃觀音像後，長年宿疾不藥而癒，加上當地居民認為魚籃象徵豐收，遂立廟祭祀。廟於道光十二年（1832年）建立。廟取名「利洋宮」，是居民希望海洋有利可賺。
光緒十八年（1892年），由經營鰹魚場的吳永賜重修。1992年重建。在2015年報導時，該廟內已複製八尊的魚籃觀音像。2016年6月， 新北市農業局重新建置利洋宮的導覽解說牌，提供QR碼來作語音介紹。

## 祭祀
當地漁民認為觀音菩薩手提魚籃是代表菩薩吃葷，就用葷饌為供品。每回出海前，他們總會來此廟祭拜。

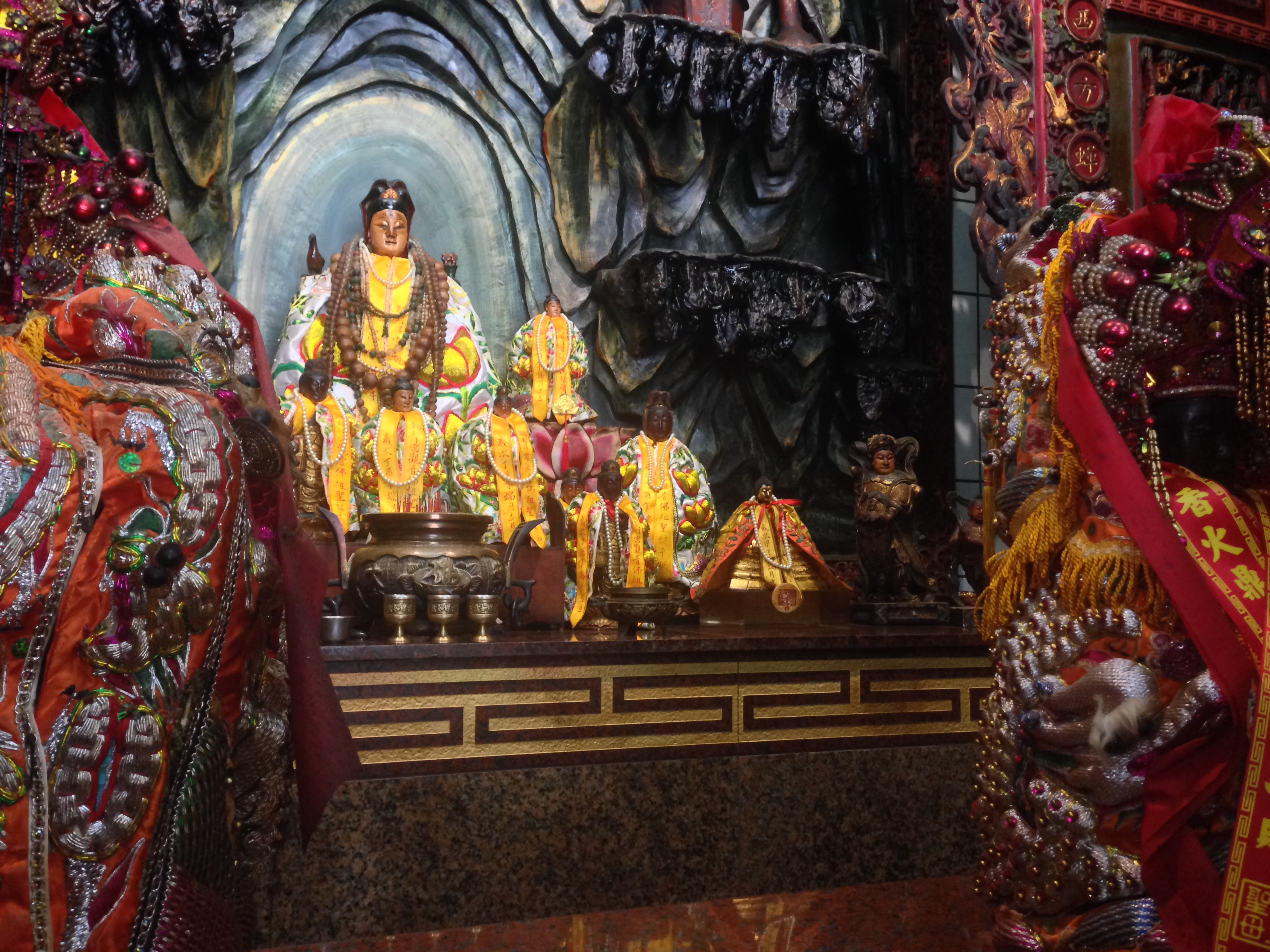
魚籃觀音在香爐旁。
此像約30公分高，當地福連里長吳文益表示魚籃所裝的魚為佳鱲。

而利洋宮是2010、2013、2015等年媒體報導中，臺灣少見主祀魚籃觀音的廟宇。1987年，高雄一間宮廟要信眾去荖蘭找一個「手提魚籃的觀世音菩薩」，此廟名聲遂傳誦開來。
廟內也祭祀水仙尊王。一次此神像與附近土地廟的土地公神像的鬍鬚皆變長，還引起記者報導。
也供奉靈鷲山無生道場心道法師所贈的圓滿佛。